# Kin-Qキッズ☆おたすK隊
『Kin-QキッズおたすK隊（きんきゅう-キッズおたすけたい）』とは、キッズステーション内に放送された、子供むけの防犯アニメである。

## 内容
子供が誘拐や強盗、犯罪などの事件に巻き込まれることが多く、自分の身は自分でを守ることを覚えるために学ばせるための防犯アニメ。DVD化もされており、特典映像としてクイズやOPテーマのフルバージョンも収録されている。話の内容は前後編に分かれており、前編は自分たちで防犯を考え、後篇はそれをまとめて解決させるというものとなっている。2015年からGYAO!にて全話が配信されている。

## 登場人物

### おたすK隊
あいちゃん
声 - 渡辺菜生子
本作の主人公でおたすK隊のリーダー。おたすK隊の中で唯一地球出身の女の子。茶髪のツインテールにサクランボのアプリッケが描かれたポケットの付いた青いオーバーオールを着ている。お転婆で元気いっぱいな女の子。決め台詞は「怖いの怖いの飛んでいけ～!」。
キスゴン
声 - 広津佑希子
おたすK隊のメンバー。元はキッズステーションのマスコットキャラクターで、頭にプロペラのついた緑の恐竜がモチーフ。あいちゃんとは「あいLOVEキスゴン」でも共演しており、本作が二度目の共演となった。
プテロ
声 - 宇和川恵美
おたすK隊のメンバー。キスゴンのガールフレンドで、プテラノドンがモチーフ。キスゴン同様、あいちゃんとは二度目の共演。
ジャムジャム
声 - 斉藤貴美子
おたすK隊のメンバー。英語の国出身。ベレー帽をかぶった悪魔のような外見をした男の子。あいちゃんとは「英語でペララ」以来の出演。魔法の絵筆を持っており、それを使ってあいちゃんに様々ないたずらをするが、あいちゃんに「悪い子でいてほしくない」という理由で、魔法を封じられ和解した。その後、「あいLOVEキスゴン」にて再び登場しており、キスゴンやプテロと初共演している。こちらは和解後の話なので、あいちゃん達とも親しくなっていた。
スケルト君
声 - 中山さら
おたすK隊のメンバー。スケルト星出身。とても気が弱く、誰にでも敬語で話すが、いざという時は頼もしい。「カタカナカンタン」以来の出演で、こちらも気が弱いせいで悩んでいたが、あいちゃんによって自分に自信が持てるようになった。キスゴン、プテロ、ジャムジャムとは本作が初の共演。
おならっぱ
名前の通り、オナラを出すラッパのような外見。全て7色おり、それぞれ個性がある。本編では解説役の赤いおならっぱや、クイズ司会者の黄色いおならっぱが登場している。

### その他
誘拐犯A、ナレーション
声 - 田中大文
誘拐犯B
声 - 佐藤正治

## 話数
- 1.車誘拐事件その1
- 2.車誘拐事件その2
- 3.人ごみ誘拐事件その1
- 4.人ごみ誘拐事件その2
- 5.公園猥褻事件その1
- 6.公園猥褻事件その2
- 7.装い侵入事件その1
- 8.装い侵入事件その2
- 9.後追い侵入事件その1
- 10.後追い侵入事件その2
- 11.エレベーター猥褻事件その1
- 12.エレベーター猥褻事件その2